# Kemenesszentpéter
Kemenesszentpéter è un comune dell'Ungheria di 754 abitanti (dati 2001). È situato nella contea di Veszprém.